# Gerhart Husserl
Gerhart Husserl (ur. 22 grudnia 1893 w Halle, zm. 9 września 1973 we Fryburgu Bryzgowijskim) – niemiecki prawnik, profesor Uniwersytetu w Kilonii, syn matematyka i filozofa, jednego z głównych twórców fenomenologii Edmunda Husserla.
Po otrzymaniu habilitacji na uniwersytecie w Bonn, mając 33 lata, w roku 1926 otrzymał profesurę uniwersytetu w Kilonii. W roku 1933 został pozbawiony stanowiska profesorskiego, przymusowo urlopowany i zmuszony do odejścia z uniwersytetu przez zwolenników Hitlera z powodu swojego „niearyjskiego” pochodzenia. Na jego miejsce NSDAP powołało Karla Larenza – jednego z czołowych nazistowskich teoretyków prawa zaliczanych do tzw. Kieler Schule. Miał zostać przymusowo przeniesiony na uniwersytet w Getyndze, jednak władze tamtejszej uczelni odmówiły wyrażenia zgody na jego zatrudnienie. Jesienią 1934 Gerhart Husserl ubiegał się o możliwość przeniesienia na emeryturę, mimo iż miał wówczas 40 lat. Świadczenia emerytalnego nie uzyskał, a rok później odebrano mu prawo nauczania (venia legendi). Po tym wydarzeniu wyemigrował do USA, gdzie w 1941 roku otrzymał obywatelstwo i możliwość kontynuowania swoich badań. Od 1940 do 1948 pracował na uniwersytecie w Waszyngtonie. W czasie II wojny światowej był doradcą amerykańskiego rządu w sprawach niemieckich. W roku 1952 powrócił do Niemiec i wystąpił o przywrócenie prawa do pracy w zawodzie nauczyciela akademickiego. Pracował na uniwersytetach w Kolonii, Fryburgu Bryzgowijskim i otrzymał emeryturę z uniwersytetu we Frankfurcie. Prowadził zajęcia z prawa porównawczego, anglo-amerykańskiego i zaangażował się w reformę oświaty. Specjalizował się w prawie rzymskim, cywilnym, procesowym i filozofii prawa.